# Blairs (Virginia)
Blairs es un lugar designado por el censo situado en el condado de Pittsylvania, Virginia  (Estados Unidos). Según el censo de 2010 tenía una población de 916 habitantes.

## Demografía
Según el censo de 2010, Blairs tenía una población en la que el 70,6% eran blancos; el 26,2% afroamericanos; el 0,0% eran indios americanos y nativos de Alaska; el 0,3% eran asiáticos; el 0,0% hawaianos y otros isleños del Pacífico; el 1,4% de otra raza, y el 1,4% a partir de dos o más razas. El 2,9% del total de la población eran hispanos o latinos de cualquier raza.